# La Disparue (film, 2019)
Pour plus de détails, voir Fiche technique et Distribution.
La Disparue (hangeul : 사라진 밤 ; RR : Sarajin Bam ; littéralement « Une Nuit perdue ») est un thriller psychologique sud-coréen co-écrit et réalisé par Lee Chang-hee, sorti en 2018. Il s’agit du remake du film espagnol El cuerpo d'Oriol Paulo (2012),,,.
Il est premier du box-office sud-coréen de 2018 lors de sa première semaine et totalise plus d'un million d'entrées.

## Synopsis
Un inspecteur enquête sur la disparition du cadavre d'une femme d'une morgue et tente de découvrir la cause de sa mort.

## Distribution
- Kim Sang-kyeong : Woo Jung-sik
- Kim Kang-woo : Park Jin-han
- Kim Hee-ae (en) : Yoon Sul-hee
- Han Ji-an : Hye-jin
- Lee Ji-hoon (en) : Seok-won
- Seo Hyun-woo : Dong-gu
- Lee Min-ji (en) : Sook-kyung
- Kwon Hae-hyo : le chef de la police (apparition spéciale)
- Kim Ji-young (en) : le docteur Cha (apparition spéciale)
- Kyeong Soo-jin (en) : Ji-young (apparition spéciale)

## Production
Le tournage débute le 12 juin 2017.

## Accueil
Sorti le 7 mars 2018, La Disparue est projeté sur 696 écrans et se classe en première position du box-office sud-coréen avec 411 278 de dollars de recettes. Durant les quatre jours suivants, le film continue à dominer le box-office local et fait 5,09 millions de dollars de recettes et 654 000 entrées pendant son premier week-end.
Durant son deuxième week-end, il attire 251 824 spectateurs et se classe deuxième du box-office du week-end, totalisant 1,11 million d'entrées.